# Silverpitkrater

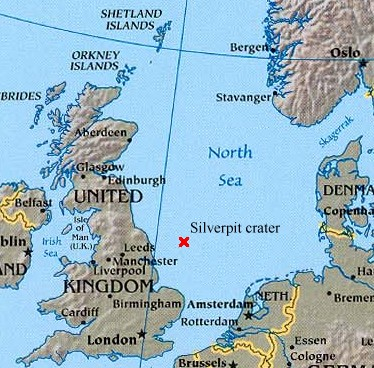
Plaats van de Silverpitkrater

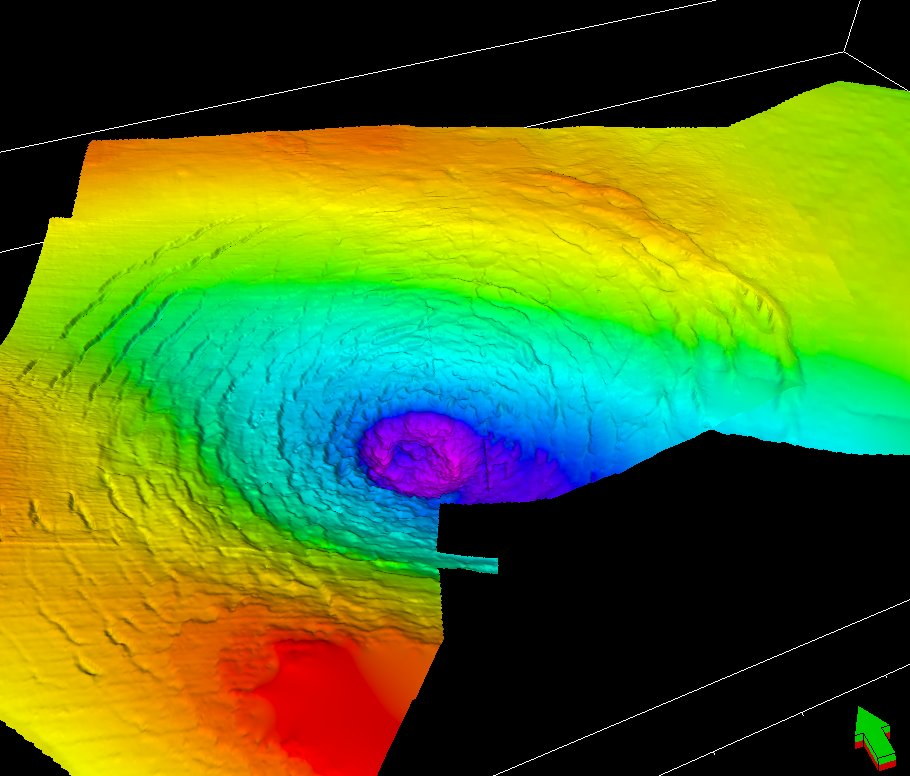
Dieptemeting rond de krater

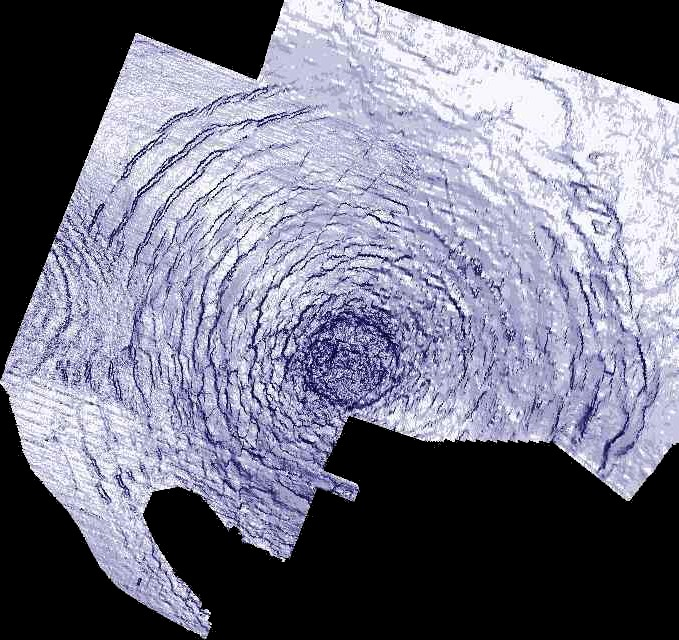
Dieptemeting rond de krater

De Silverpitkrater is een krater onder de Noordzee ten oosten van Engeland.
De krater is genoemd naar de Silver Pit, een diepte in de bodem van de zee die al langer bekend was bij vissers. Pas toen BP het gebied in 2002 nauwkeurig onderzocht voor mogelijke gaswinning, bleek de vorm met die van een krater overeen te stemmen. De ouderdom van de structuur ligt tussen 45 en 74 miljoen jaar. Het belangrijkste feit dat ondersteunt dat een meteoriet de krater gevormd heeft, is de typische verhoging in het midden.